# Bellengreville, Seine-Maritime

Bellengreville este o comună în departamentul Seine-Maritime, Franța. În 1 ianuarie 2022 avea o populație de 471 de locuitori.